# ديمتري إيفانينكو
ديميتري دميتريفتش إيفانينكو (بالروسية: Дми́трий Дми́триевич Иване́нко) هو عالم سوفيتي أوكراني في مجال الفيزياء النظرية وُلد في يوم 29 يوليو 1904 وتوفى في يوم 30 ديسمبر 1994 كانت له العديد من المُساهمات الكبيرة في علم الفيزياء في القرن العشرين خاصة في الفيزياء النووية ونظرية الحقول الفيزيائية ومجال الجاذبية، وقد كان يعمل في الأكاديمية الوطنية للعلوم في أوكرانيا، وكان رئيس قسم الفيزياء النظرية بمعهد خاركوف للهندسة الميكانيكية، وعمل أيضًا أستاذًا جامعيًا في جامعة موسكو الحكومية